# Tour der British Lions nach Südafrika 1891
| Tour der British Lions nach Südafrika 1891 | Tour der British Lions nach Südafrika 1891 | Tour der British Lions nach Südafrika 1891 | Tour der British Lions nach Südafrika 1891 | Tour der British Lions nach Südafrika 1891 |
| Übersicht                                  | S                                          | G                                          | U                                          | N                                          |
| ------------------------------------------ | ------------------------------------------ | ------------------------------------------ | ------------------------------------------ | ------------------------------------------ |
| Test Matches                               | 03                                         | 03                                         | 0                                          | 0                                          |
| Sonstige Spiele                            | 17                                         | 17                                         | 0                                          | 0                                          |
| Gesamt                                     | 20                                         | 20                                         | 0                                          | 0                                          |
|                                            |                                            |                                            |                                            |                                            |
| Südafrika                                  | 03                                         | 0                                          | 0                                          | 3                                          |

Die Tour der British Lions nach Südafrika 1891 war die erste offizielle Rugby-Union-Tour der Britischen Inseln nach Südafrika und die zweite Überseetour, die von einer gemeinsamen britischen Mannschaft durchgeführt wurde. Von Juli bis September 1891 bestritt das Team 20 Spiele, darunter drei Test Matches gegen die gesamtsüdafrikanische Auswahl. Die Briten gewannen nicht nur alle drei Test Matches, sondern auch sämtliche 17 Spiele gegen regionale Auswahlteams. Obwohl die Tour damals nicht als solche bezeichnet wurde, wird sie im Nachhinein als Tour der British Lions anerkannt.

## Ereignisse
Nach der Gründung des südafrikanischen Rugby-Verbandes im Jahr 1889 war der Ausschuss der Meinung, dass eine der besten Möglichkeiten zur Förderung des Spiels darin bestehe, eine britische Mannschaft einzuladen – ähnlich wie bei der Tour der Briten nach Australien und Neuseeland im Jahr 1888. Im September 1890 erörterte die Rugby Football Union (RFU) die vorgeschlagene Tour; anwesend war J. Richards aus Kapstadt, der als Absolvent der Leys School Beziehungen zu England hatte. Die Durchführung der Tournee wurde beschlossen, wobei Cecil Rhodes zusagte, für etwaige finanzielle Verluste der Tournee zu bürgen.
Die erste britische Überseetour von 1888 war von der RFU nicht genehmigt worden und wird daher oft nicht als offizielle Lions-Tournee anerkannt. Die drei Spiele gegen eine gesamtsüdafrikanische Auswahl werden daher als deren erste Test Matches betrachtet. Die britische Mannschaft, deren Kapitän der schottische Nationalspieler William Maclagan war, bestand aus Spielern englischer und schottischer Vereine sowie einem großen Anteil von Spielern aus der Mannschaft der Universität Cambridge. Etwa die Hälfte der Spieler hatte bereits ein Test Match absolviert oder würde es noch absolvieren. Obwohl vier Schotten dabei waren, betrachtete man die Mannschaft, da die Tour von der RFU organisiert wurde, zunächst als englisches Team. Es erhielt aber nachträglich den Zusatz „British Isles“. Die Reisegruppe war von einem Komitee ausgewählt worden, das sich aus George Rowland Hill, dem Präsidenten der RFU, R. S. Whalley, Harry Vassall, Arthur Budd und J. H. S. McArthur zusammensetzte.
Das britische Team bestritt zwanzig Spiele, davon drei Test Matches. Es entschied alle zwanzig Partien für sich und kassierte nur einen einzigen Versuch, der gleich im ersten Spiel gegen das Team erzielt wurde. Obwohl Arthur Rotherham der beste Torschütze der Touristen war (vor allem weil eine Erhöhung damals doppelt so viel wert war wie ein Versuch), war Randolph Aston der herausragende Torschütze der Tour. Er kam in allen Spielen zum Einsatz. Von den 89 Versuchen, die das britische Team erzielte, gingen 30 auf sein Konto.
Die Spieler traten in rot-weiß gestreiften Trikots und dunkelblauen Shorts an.

## Spielplan
- Hintergrundfarbe grün = Sieg

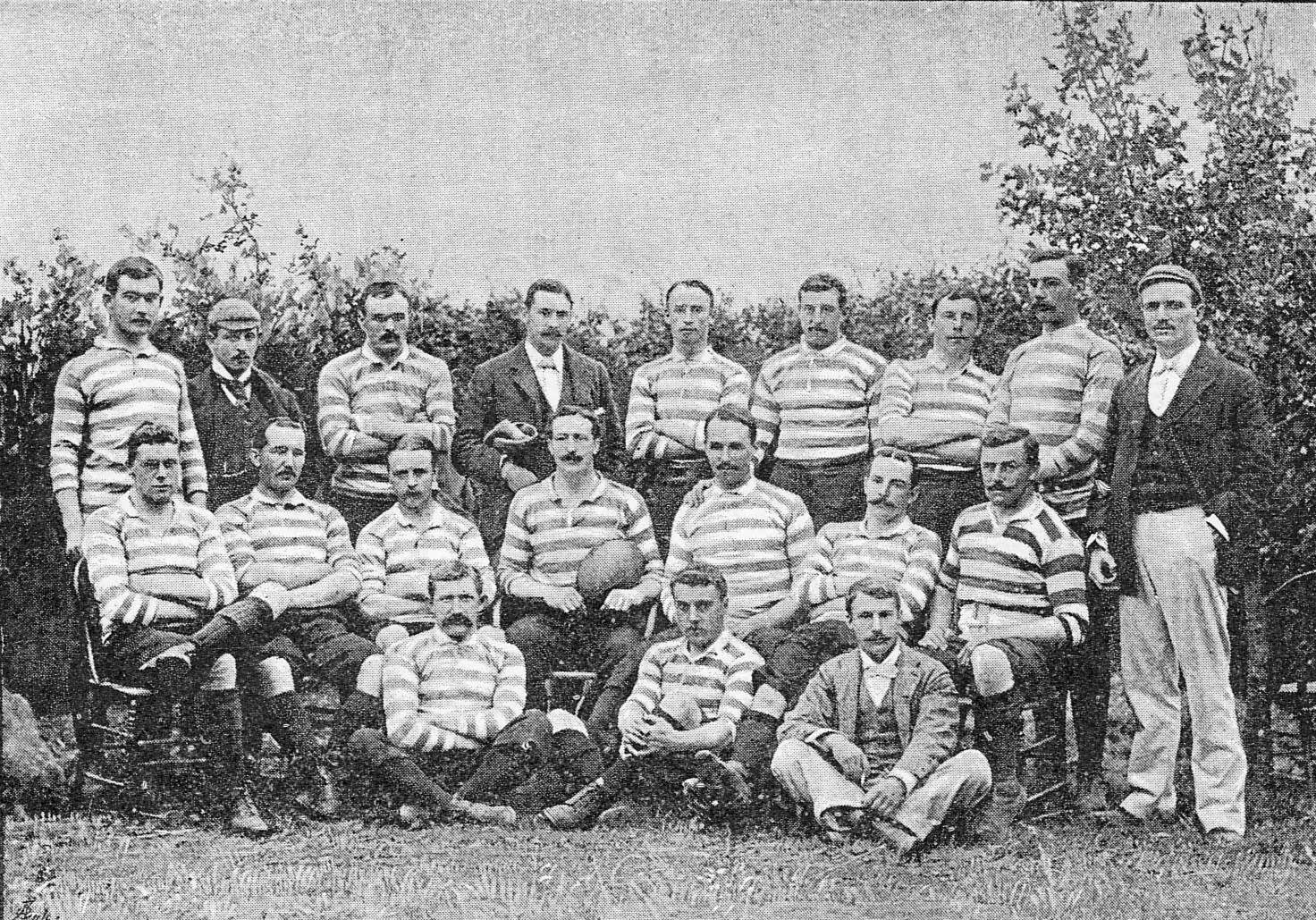
Das britische Team von 1891

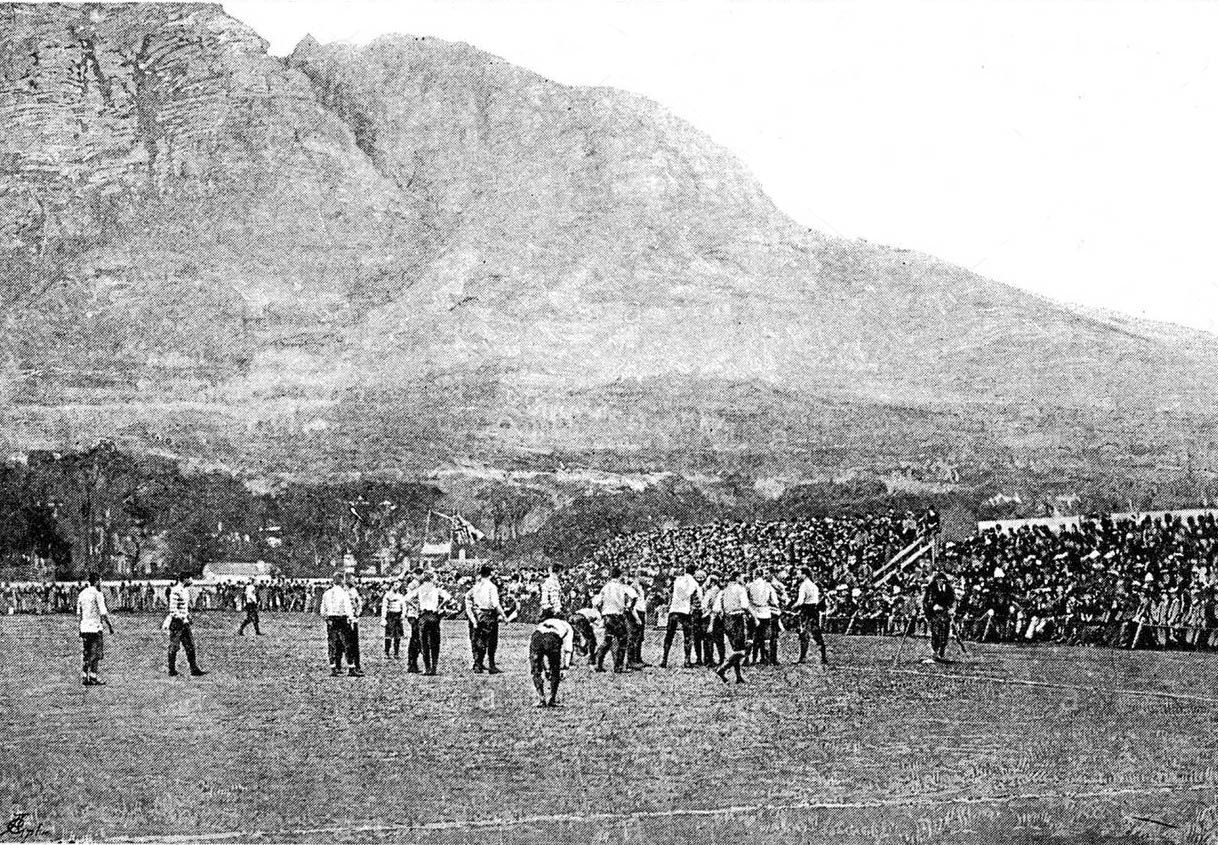
Britische Insel gegen Kapkolonie, das erste Spiel während der Tour

(Test Matches sind grau unterlegt; Ergebnisse aus der Sicht der Lions)
| #  | Datum              | Gegner                         | Ort                 | Stadion                 | Ergebnis |
| -- | ------------------ | ------------------------------ | ------------------- | ----------------------- | -------- |
| 01 | 09. Juli 1891      | Cape Town Clubs                | Kapstadt            | Newlands Stadium        | 15:1     |
| 02 | 11. Juli 1891      | Western Province               | Kapstadt            | Newlands Stadium        | 6:0      |
| 03 | 13. Juli 1891      | Kapkolonie                     | Kapstadt            | Newlands Stadium        | 14:0     |
| 04 | 18. Juli 1891      | Kimberley                      | Kimberley           |                         | 7:0      |
| 05 | 20. Juli 1891      | Griqualand West                | Kimberley           |                         | 3:0      |
| 06 | 25. Juli 1891      | Port Elizabeth                 | Port Elizabeth      |                         | 22:0     |
| 07 | 28. Juli 1891      | Eastern Province               | Port Elizabeth      |                         | 21:0     |
| 08 | 30. Juli 1891      | Südafrika                      | Port Elizabeth      | Crusaders Ground        | 4:0      |
| 09 | 01. August 1891    | Grahamstown                    | Grahamstown         |                         | 9:0      |
| 10 | 04. August 1891    | King William’s Town            | King William’s Town |                         | 18:0     |
| 11 | 06. August 1891    | King William’s Town & District | King William’s Town |                         | 16:0     |
| 12 | 11. August 1891    | Pietermaritzburg               | Pietermaritzburg    |                         | 25:0     |
| 13 | 15. August 1891    | Transvaal                      | Johannesburg        |                         | 22:0     |
| 14 | 19. August 1891    | Johannesburg                   | Johannesburg        |                         | 15:0     |
| 15 | 22. August 1891    | Transvaal                      | Johannesburg        |                         | 9:0      |
| 16 | 26. August 1891    | Kapkoloni                      | Kimberley           |                         | 4:0      |
| 17 | 29. August 1891    | Südafrika                      | Kimberley           | Eclectic Cricket Ground | 3:0      |
| 18 | 03. September 1891 | Kapkolonie                     | Kapstadt            |                         | 7:0      |
| 19 | 05. September 1891 | Südafrika                      | Kapstadt            | Newlands Stadium        | 4:0      |
| 20 | 07. September 1891 | Stellenbosch                   | Stellenbosch        |                         | 2:0      |

## Test Matches
| 30. Juli 1891 | Südafrika | 0 : 4         | Großbritannien                                  | Crusaders Ground, Port Elizabeth Zuschauer: 6.000 Schiedsrichter: John Griffin (Südafrika) |
| 30. Juli 1891 |           | (0:4) Bericht | Versuche: Aston Whittaker Erhöhungen: Rotherham | Crusaders Ground, Port Elizabeth Zuschauer: 6.000 Schiedsrichter: John Griffin (Südafrika) |

Aufstellungen:
- Südafrika: Frederick Alexander, William Bisset, Harry Boyes, Herbert Castens , George Devenish, Benjamin Duff, Frank Guthrie, Frank Hamilton, Edward Little, Jacob Louw, George Merry, Alfred Richards, Mauritz van Buuren, Marthinus Versfeld, James Vigne
- Großbritannien: Randolph Aston, William Bromet, Paul Clauss, John Gould, John Hammond, Froude Hancock, William Maclagan , Robert MacMillan, William Mitchell, Arthur Rotherham, Clement Simpson, Aubone Surtees, Robert Thompson, Thomas Whittaker, William Wotherspoon

| 29. August 1891 | Südafrika | 0 : 3         | Großbritannien        | Eclectic Cricket Ground, Kimberley Zuschauer: 3.000 Schiedsrichter: Percy Frames (Südafrika) |
| 29. August 1891 |           | (0:3) Bericht | Straftritte: Mitchell | Eclectic Cricket Ground, Kimberley Zuschauer: 3.000 Schiedsrichter: Percy Frames (Südafrika) |

Aufstellungen:
- Südafrika: Frederick Alexander, Harry Boyes, Arthur de Kock, Benjamin Duff, Barry Heatley, Jacob Louw, Jack Powell, Alfred Richards, Robert Shand, Christie Smith, Daniel Smith, Robert Snedden , Wilfred Trenery, Marthinus Versfeld, James Vigne
- Großbritannien: Randolph Aston, Edward Bromet, William Bromet, Paul Clauss, John Hammond, Froude Hancock, William Maclagan , Robert MacMillan, Howard Marshall, Edwin Mayfield, William Mitchell, Arthur Rotherham, Aubone Surtees, Robert Thompson, Thomas Whittaker

| 5. September 1891 | Südafrika | 0 : 4   | Großbritannien                                 | Newlands Stadium, Kapstadt Schiedsrichter: Herbert Castens (Südafrika) |
| 5. September 1891 |           | Bericht | Versuche: Aston Maclagan Erhöhungen: Rotherham | Newlands Stadium, Kapstadt Schiedsrichter: Herbert Castens (Südafrika) |

Aufstellungen:
- Südafrika: William Bisset, Charles Chignell, Benjamin Duff, Frank Guthrie, Jack Hartley, Barry Heatley, Edward Little, Jacob Louw, James McKendrick, Alfred Richards , Robert Shand, Charles van Renen, Charles Versfeld, Marthinus Versfeld, James Vigne
- Großbritannien: Randolph Aston, Edward Bromet, William Bromet, Paul Clauss, John Hammond, Froude Hancock, William Maclagan , Robert MacMillan, Howard Marshall, Edwin Mayfield, William Grant MitchellWilliam Mitchell, Arthur Rotherham, Aubone Surtees, Robert Thompson, Thomas Whittaker

## Kader

### Management
- Tourmanager: Edwin Ash
- Kapitän: William Maclagan

### Spieler
| Spieler             | Position         | Mannschaft                |
| ------------------- | ---------------- | ------------------------- |
| Howard Marshall     | Halbspieler      | Blackheath FC             |
| B. G. Roscoe        | Halbspieler      | Lancashire                |
| Arthur Rotherham    | Halbspieler      | Cambridge University RUFC |
| William Wotherspoon | Dreiviertelreihe | Cambridge University RUFC |
| Randolph Aston      | Dreiviertelreihe | Cambridge University RUFC |
| Maclagan Maclagan   | Dreiviertelreihe | London Scottish           |
| William Mitchell    | Schlussmann      | Cambridge University RUFC |
| Edward Bromet       | Schlussmann      | Cambridge University RUFC |

| Spieler          | Position | Mannschaft                |
| ---------------- | -------- | ------------------------- |
| William Bromet   | Stürmer  | Oxford University RFC     |
| John Gould       | Stürmer  | Old Leysians              |
| John Hammond     | Stürmer  | Cambridge University RUFC |
| Froude Hancock   | Stürmer  | Somerset                  |
| Walter Jackson   | Stürmer  | Gloucester RFC            |
| Robert MacMillan | Stürmer  | London Scottish           |
| Edwin Mayfield   | Stürmer  | Cambridge University RUFC |
| Clement Simpson  | Stürmer  | Cambridge University RUFC |
| Aubone Surtees   | Stürmer  | Cambridge University RUFC |
| Robert Thompson  | Stürmer  | Cambridge University RUFC |
| William Thorman  | Stürmer  | Cambridge University RUFC |
| Thomas Whittaker | Stürmer  | Lancashire                |